# Алькатири, Мари
Мари бин Амуде Алькатири (тетум Marí Bim Amude Alkatiri, порт. Mari Bim Amude Alkatiri, араб. مرعي بن عمودة الكثيري‎ Mar'ī bin Amūdah al-Kaṯīrī; род. 26 ноября 1949, Дили) — восточнотиморский государственный и политический деятель арабского происхождения, первый премьер-министр получившего международное признание правительства Восточного Тимора. Заступил на этот пост в мае 2002 года и был вынужден уйти в отставку 26 июня 2006 года после нескольких недель беспорядков в стране. Является генеральным секретарём партии Революционный фронт за независимость Восточного Тимора.
По национальности является хадрамийским арабом, его предки происходили из Султаната Касири, а сам он состоит в родстве с бывшей султанской династией Касири (ныне территория султаната является частью Йемена). Является одним из немногих политиков мусульманского вероисповедания в Восточном Тиморе, где 97 % населения исповедует католицизм.
После выборов 22 июля 2017 года партия получила 23 места в парламенте, заняв первое место с 29,7% голосов. М. Алькатири вновь возглавил правительство.